# ريتشارد ميلو
ريتشارد ميلو (بالإنجليزية: Richard Melo)‏ (10 أغسطس 1968، سان فرانسيسكو في الولايات المتحدة)؛ روائي أمريكي. درس في جامعة سان فرانسيسكو الحكومية.